# Linha 2 do Metrô de Santo Domingo
A Linha 2: María Montez ↔ Eduardo Brito é uma das linhas em operação do Metrô de Santo Domingo, inaugurada no dia 1º de abril de 2013. Estende-se por cerca de 34,0 km. A cor distintiva da linha é o vermelho.
Possui um total de 14 estações em operação, das quais todas são subterrâneas. A Estação Juan Pablo Duarte possibilita integração com a Linha 1.
A linha é operada pela Oficina para el Reordenamiento del Transporte (OPRET). Atende somente o município de Santo Domingo, situado na Grande Santo Domingo.

## Estações
| Nome                           | Inauguração         | Município     | Integração | Posição     | Latitude      | Longitude     |
| ------------------------------ | ------------------- | ------------- | ---------- | ----------- | ------------- | ------------- |
| María Montez                   | 1º de abril de 2013 | Santo Domingo | -          | Subterrânea | 18° 28' 42" N | 69° 58' 05" O |
| Pedro Francisco Bono           | 1º de abril de 2013 | Santo Domingo | -          | Subterrânea | 18° 28' 47" N | 69° 57' 43" O |
| Francisco Gregorio Billini     | 1º de abril de 2013 | Santo Domingo | -          | Subterrânea | 18° 28' 53" N | 69° 57' 16" O |
| Ulises Francisco Espaillat     | 1º de abril de 2013 | Santo Domingo | -          | Subterrânea | 18° 28' 55" N | 69° 56' 47" O |
| Pedro Mir                      | 1º de abril de 2013 | Santo Domingo | -          | Subterrânea | 18° 29' 01" N | 69° 56' 26" O |
| Freddy Beras Goico             | 1º de abril de 2013 | Santo Domingo | -          | Subterrânea | 18° 28' 57" N | 69° 55' 51" O |
| Juan Ulises García             | 1º de abril de 2013 | Santo Domingo | -          | Subterrânea | 18° 28' 54" N | 69° 55' 13" O |
| Juan Pablo Duarte              | 1º de abril de 2013 | Santo Domingo |            | Subterrânea | 18° 28' 53" N | 69° 54' 54" O |
| Coronel Rafael Tomas Fernández | 1º de abril de 2013 | Santo Domingo | -          | Subterrânea | 18° 28' 54" N | 69° 54' 24" O |
| Mauricio Baez                  | 1º de abril de 2013 | Santo Domingo | -          | Subterrânea | 18° 29' 15" N | 69° 54' 16" O |
| Ramón Cáceres                  | 1º de abril de 2013 | Santo Domingo | -          | Subterrânea | 18° 29' 34" N | 69° 53' 57" O |
| Horacio Vásquez                | 1º de abril de 2013 | Santo Domingo | -          | Subterrânea | 18° 29' 44" N | 69° 53' 46" O |
| Manuel de Jesús Abreu Galvan   | 1º de abril de 2013 | Santo Domingo | -          | Subterrânea | 18° 29' 55" N | 69° 53' 31" O |
| Eduardo Brito                  | 1º de abril de 2013 | Santo Domingo | -          | Subterrânea | 18° 30' 15" N | 69° 53' 02" O |